# Роспотнюк Андрій Юрійович
Андрі́й Ю́рійович Роспотню́к — (нар. 15 серпня 1999, Миргород, Полтавська область, Україна — пом. 25 вересня 2020, поблизу міста Чугуїв, Харківська область, Україна) — український військовослужбовець, солдат Збройних сил України. 
Загинув в авіакатастрофі Ан-26 поблизу міста Чугуїв.
Залишись мати та сестра.

## Нагороди та відзнаки
- медаль «За військову службу Україні» (посмертно, 6 жовтня 2020) — за самовіддане служіння Українському народові, зразкове виконання військового обов’язку[4]